# Маркаров, Дмитрий Эдуардович
Дмитрий Эдуардович Маркаров (2 сентября 1958, Кострома) — российский управленец, один из основателей «Военно-страховой компании» и «Промышленно-страховой компании», бывший генеральный директор ОАО «Росгосстрах» и первый вице-президент ООО «Росгосстрах». Один из наиболее упоминаемых в СМИ представителей страхового рынка (в 2011 году — 15-е место в рейтинге «В фокусе внимания», в 2012 и 2013 — 14-е место, а без учета представителей органов власти и страховых ассоциаций — 6-е место). Являлся представителем страховой корпорации «Росгосстрах» в ведущих страховых объединениях и на крупных публичных мероприятиях, член экспертных и общественных советов по вопросам страхования при органах власти.

## Образование
В 1979 году окончил с отличием Рижское высшее военно-политическое училище ракетных войск.
В 1991 году завершил с красным дипломом обучение на экономическом отделении военно-педагогического факультета Военно-политической академии.
В 1991 году поступил в адъюнктуру Военно-политической академии на кафедру военной экономики и экономических теорий. Защитил кандидатскую и докторскую диссертации по экономике. Доктор экономических наук.

## Профессиональный опыт
Дмитрий Маркаров последовательно работал в трех страховых компаниях, относящихся к системообразующим для российского страхового рынка.
В 1992 году он (наряду с Сергеем Цикалюком, Борисом Пастуховым и Николаем Николенко) принимал активное участие в создании «Военно-страховой компании» (ВСК).
В 1993 году несколько топ-менеджеров, включая Дмитрия Маркарова, ушли из компании ВСК и создали «Промышленно-страховую компанию» (ПСК). В том же году Дмитрий Маркаров занял пост генерального исполнительного директора ПСК, а позже — председателя правления.
В 2003 году, после продажи «Промышленно-страховой компании» группе «НикОйл», Дмитрий Маркаров покинул эту страховую компанию и в июне 2003 года перешел в только что созданную холдинговую компанию «Росгосстрах» на должность первого вице-президента ООО «Росгосстрах» и первого заместителя генерального директора, члена правления ОАО «Росгосстрах». Курировал построение рыночно-ориентированных бизнес-процессов компании в области производства, продаж и клиентского сопровождения основных страховых продуктов.
В декабре 2013 года был назначен генеральным директором ОАО «Росгосстрах», заменив на этом посту Данила Хачатурова. Покинул пост генерального директора в сентябре 2017 года.

## Работа в страховых ассоциациях и союзах
Дмитрий Маркаров принимал деятельное участие в работе руководящих органов ряда крупнейших страховых объединений (союзов и ассоциаций):
- Всероссийский союз страховщиков (ВСС) — член президиума[4], председатель комитета по информационным технологиям[5], заместитель председателя комитета по тарифам, статистике и резервам[6];
- Российский союз автостраховщиков (РСА) — член президиума[7], член правления[8], председатель комитета по информационным технологиям[9], член дисциплинарной комиссии[10];
- Национальный союз страховщиков ответственности (НССО) — член президиума[11], член правления[12], член дисциплинарной комиссии[13], член комитета по информационным технологиям[14];
- Национальный союз агростраховщиков (НСА) — член правления, член президиума[15].

## Работа в экспертных и общественных советах по страхованию при органах власти
Дмитрий Маркаров входил в состав нескольких экспертных советов по страхованию при Государственной думе, министерствах и ведомствах, активно участвовал в разработке нормативно-правовой базы страхования на протяжении более 15 лет. В качестве члена экспертных и общественных советов принимал непосредственное участие в разработке законов об обязательном страховании автогражданской ответственности (ОСАГО), об обязательном страховании ответственности владельцев опасных производственных объектов (ОПО) и об обязательном страховании гражданской ответственности перевозчиков (ОСГОП), а также ряда поправок к этим законам. Дмитрий Маркаров входил в состав:
- Экспертного совета по законодательству о страховании при Комитете Государственной Думы по финансовому рынку[16];
- Экспертного совета по защите конкуренции на рынке финансовых услуг при ФАС России[17];
- Координационного совета по вопросам страхования на транспорте Министерства транспорта Российской Федерации[18].

Кроме того, он нередко заменял Данила Хачатурова, являвшегося членом экспертного совета по страхованию при Центральном банке РФ (а ранее, в том же составе — при ФСФР), на заседаниях этого совета.
В сентябре 2016 года вошёл в Совет по перестрахованию, созданный по Федеральному закону № 363-ФЗ «О внесении изменений в Закон Российской Федерации „Об организации страхового дела в Российской Федерации“» от 3 июля 2016 года  при Национальной перестраховочной компании .

## Общественная и политическая деятельность
Дмитрий Маркаров является публичным сторонником расширения прав граждан на оружие, почётным членом организации «Право на оружие» с 2013 года.